# Parco nazionale Þingvellir
Il parco nazionale di Þingvellir (dalle parole islandesi "Þing", parlamento, e "vellir", pianura) è un'area naturale protetta dell'Islanda che si trova nella parte sud-occidentale dell'isola, vicino alla penisola di Reykjanes e all'area vulcanica di Hengill. Per la sua valenza culturale nel 2004 Þingvellir è entrata a far parte dell'elenco dei Patrimoni dell'umanità dell'UNESCO.

## Storia e geologia
Il suo nome Þingvellir deriva dalla parola norrena Þingvǫllr, da þing («assemblea», «parlamento») e vǫllr («pianura»), a significare proprio «pianura del parlamento». Fu in questo luogo, infatti, che nell'anno 930 venne fondato l'Althing, uno dei primi (se non il primo) parlamenti del mondo. L'Althing si riuniva una volta l'anno nei pressi di un «emiciclo» lavico delimitato da due dirupi rocciosi paralleli: durante queste sessioni parlamentari i Lögsögumenn («oratori della legge») promulgavano nuove leggi, dirimevano le dispute e organizzavano persino feste e gare sportive.
Nonostante l'Althing avesse poi conosciuto alti e bassi, Þingvellir rimase sempre un luogo dalla grandissima valenza simbolica, a tal punto che qui nell'anno 1000 gli Islandesi decretarono che il Cristianesimo sarebbe stata l'unica religione del paese; sempre a Þingvellir venne proclamata nel 1944 l'indipendenza del paese. Notevole anche il fascino che il parco ha esercitato sulla letteratura, che ha tributato omaggio al luogo nei romanzi La campana d'Islanda (1943) di Halldór Laxness e nel romanzo poliziesco Hypothermia (2010) di Arnaldur Indriðason.
Dal punto di vista geografico Þingvellir si trova su una frattura dovuta alla deriva dei continenti, che può essere chiaramente riconosciuta nelle gole e nelle faglie che attraversano la regione; la più grande di esse, chiamata Almannagjá, è un vero e proprio canyon. Questo causa anche un gran numero di terremoti in questa regione. La regione lambisce inoltre la sponda settentrionale di Þingvallavatn, il più grande lago d'Islanda. Il fiume Öxará scorre attraverso il parco nazionale e forma una cascata in corrispondenza dell'Almannagjá, chiamata Öxaráfoss. Insieme alla cascata Gullfoss e ai geyser di Haukadalur, Þingvellir fa parte di uno dei percorsi turistici più famosi d'Islanda, il Cerchio d'Oro.

## Galleria d'immagini

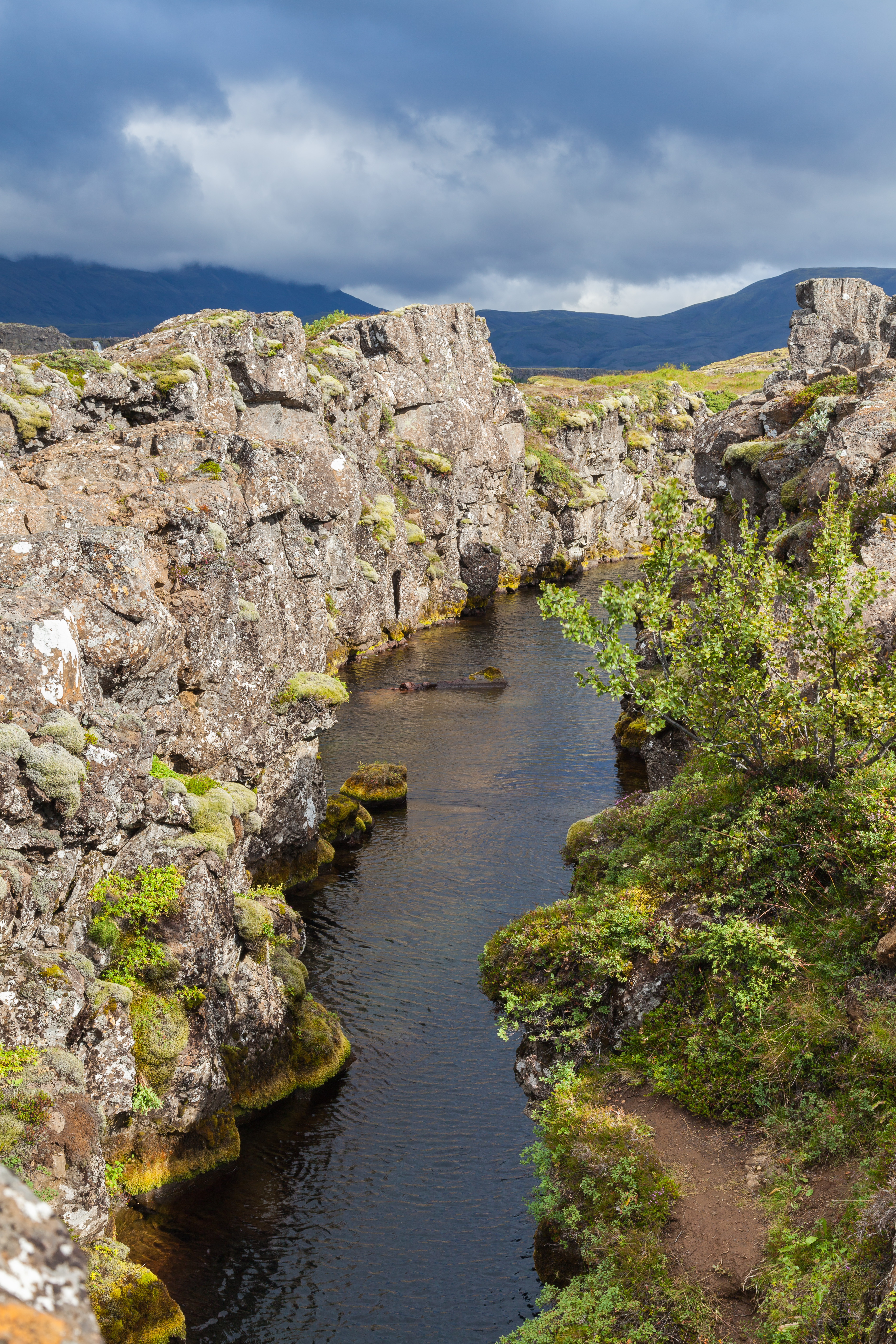
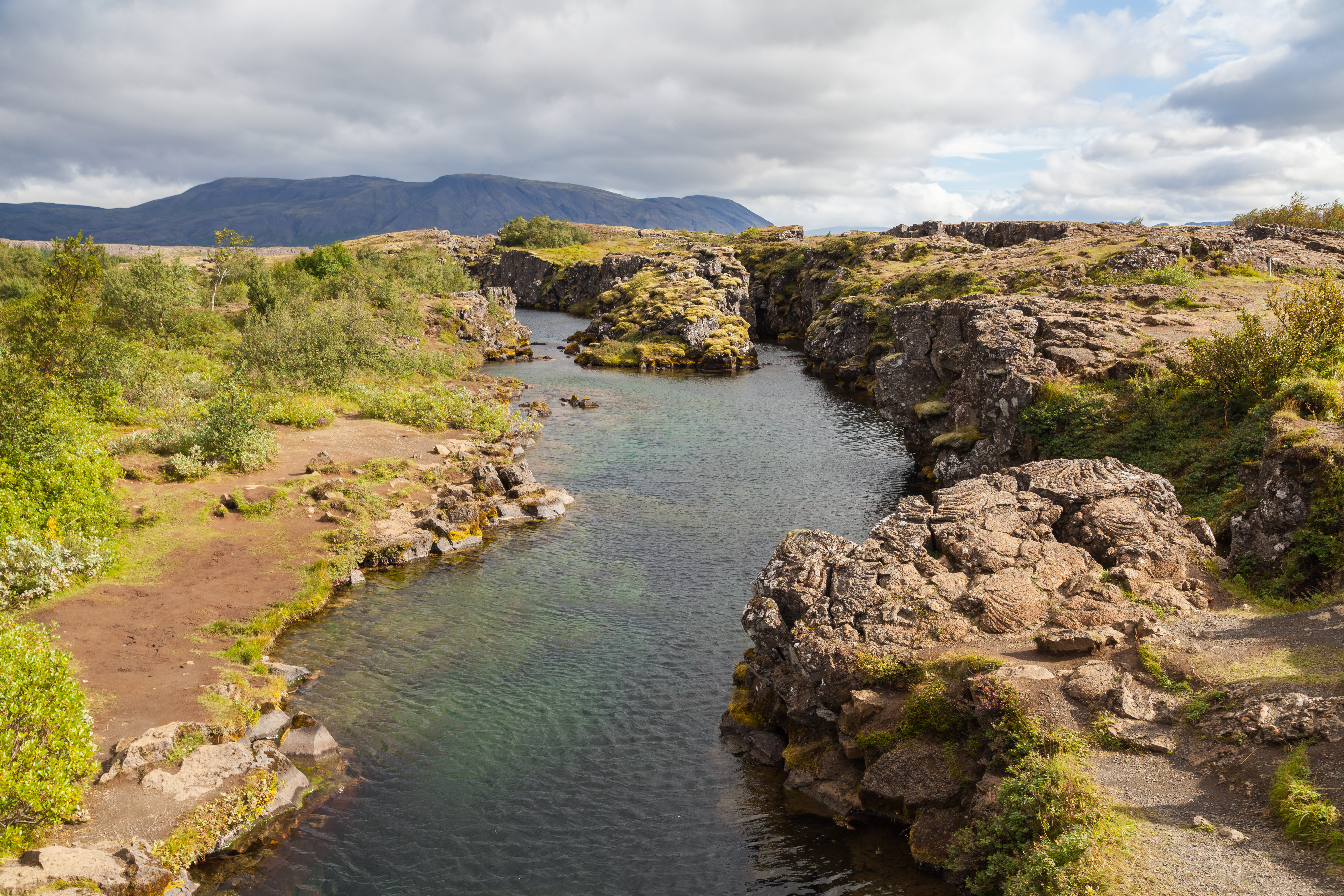
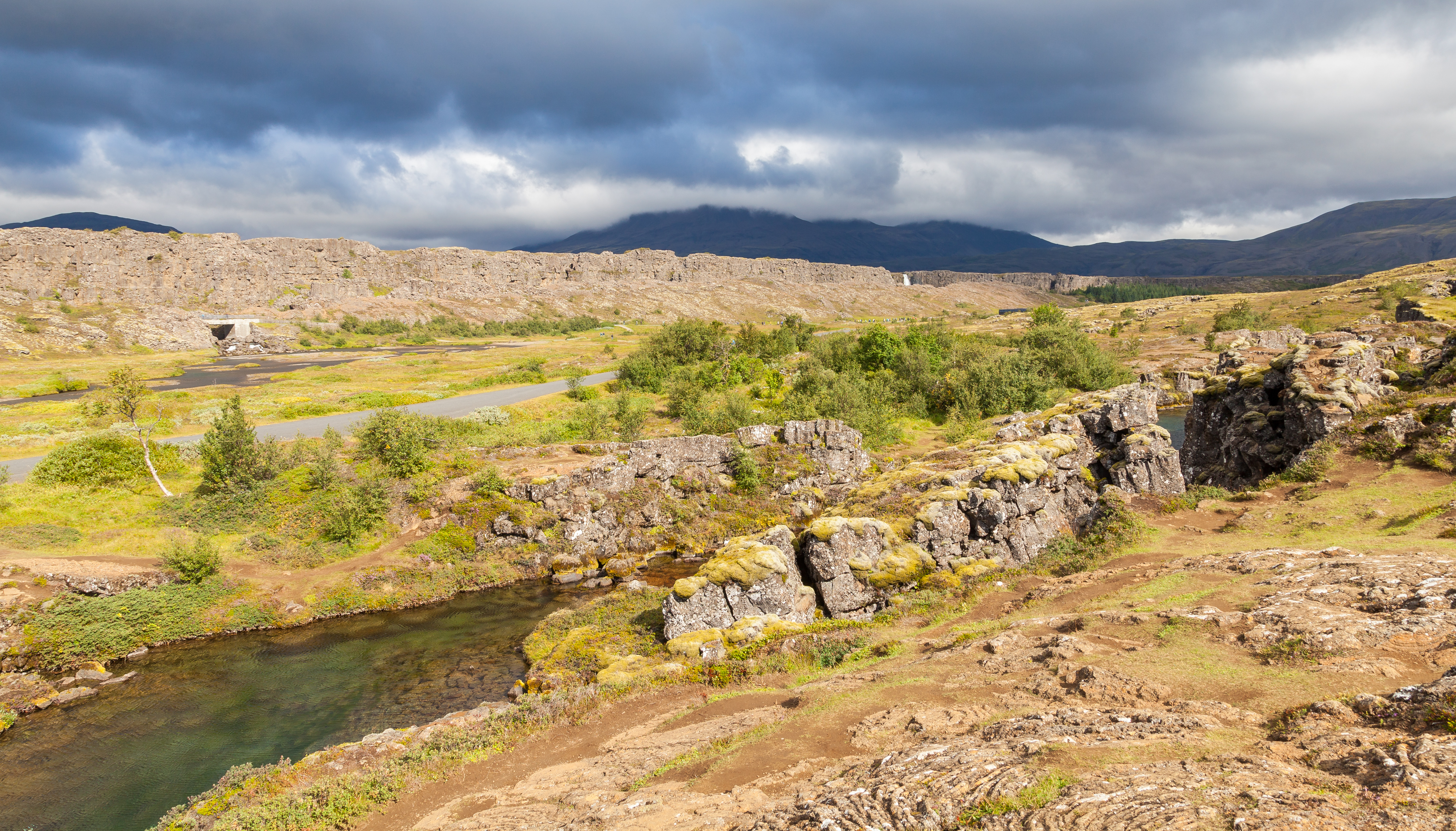
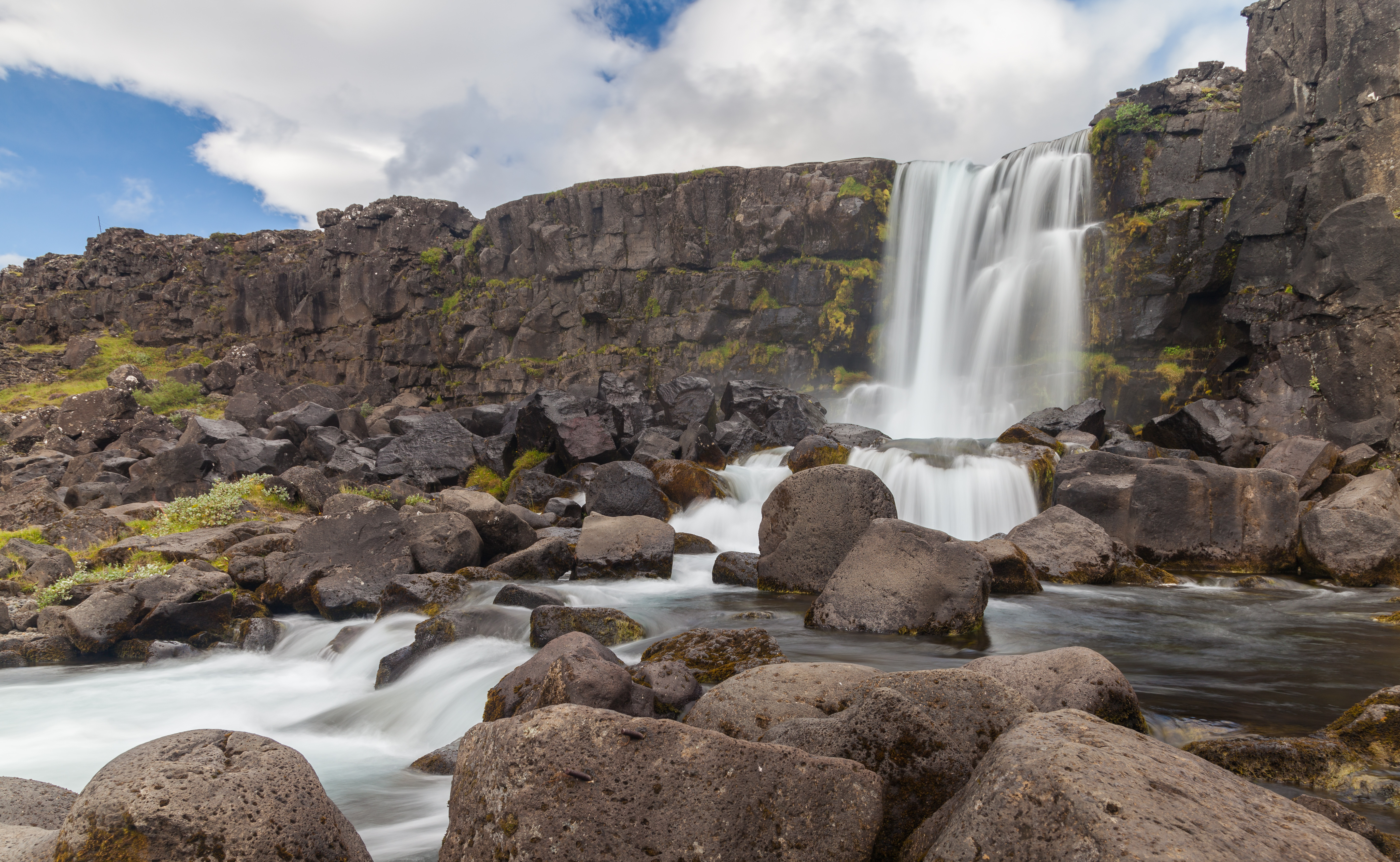
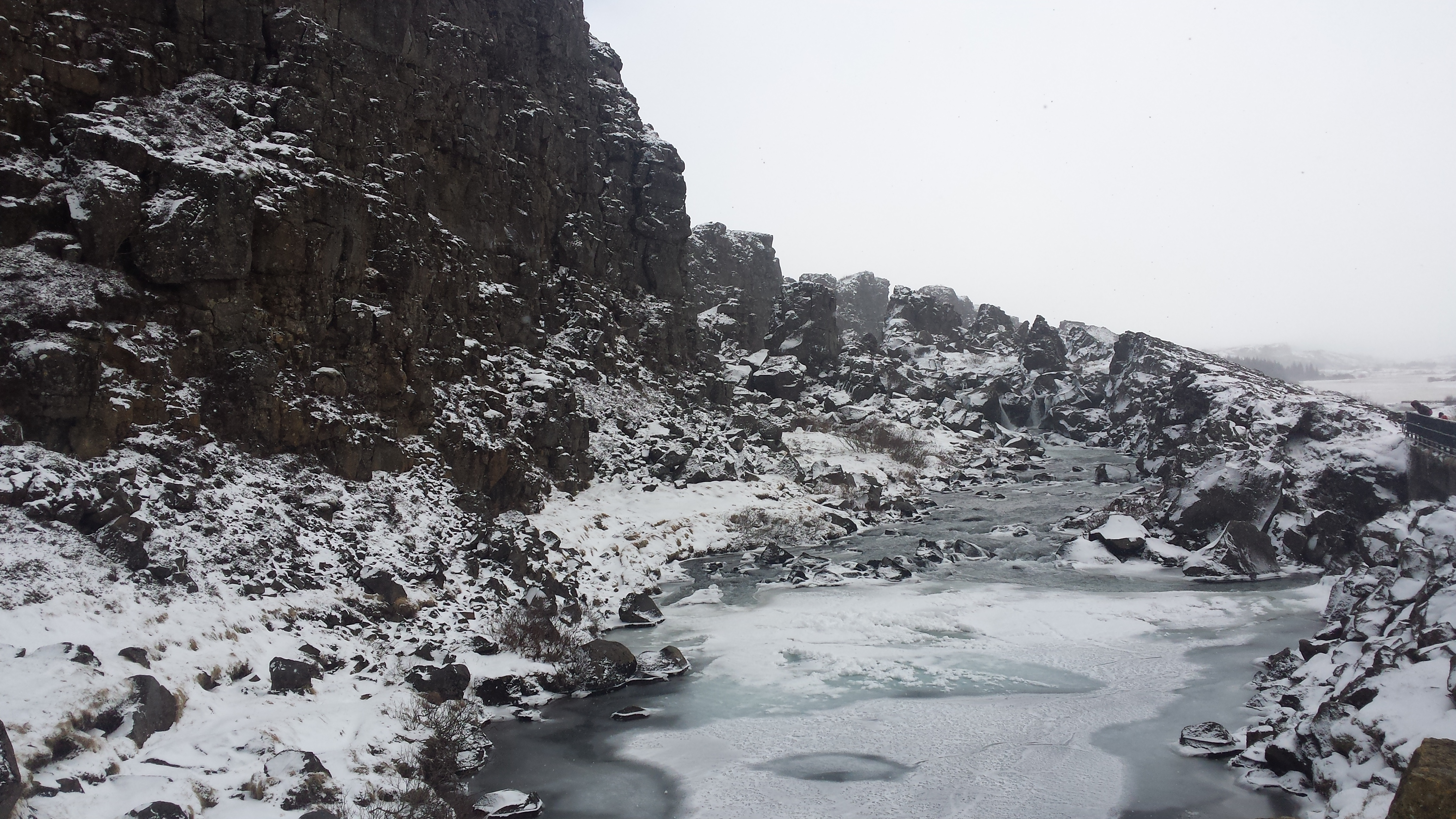